# آل جرادة (يافع)

تعديل مصدري - تعديل

ال جرادة هي إحدى قرى عزلة لبعوس بمديرية يافع التابعة لمحافظة لحج، بلغ تعداد سكانها 26 نسمة حسب تعداد اليمن لعام 2004.